# Список номинантов на премию «Большая книга» 2025 года
Длинный список (лонг-лист) XX сезона Национальной литературной премии «Большая книга» был объявлен 21 апреля 2025 года в ходе пресс-конференции в ТАСС.

## XX сезон
В 2025 году на премию было номинировано 400 произведений авторов из 81 населённого пункта России и 14 стран мира (Беларуси, Болгарии, Германии, Грузии, Израиля, Казахстана, Камбоджи, Канады, Молдовы, Португалии, США, Узбекистана, Франции и Эквадора).
Длинный список был определён советом экспертов премии в составе Дмитрия Данилова, Евгения Абдуллаева, Евгении Декиной, Алексея Андреева, Афанасия Мамедова и Валерии Пустовой. В лонг-лист были отобраны 40 произведений: 26 — в номинации «Художественная литература», и 14 — в номинации «Нон-фикшен». Как отметила директор премии Татьяна Восковская, в длинный список были включены книги авторов, представляющих 13 российских городов и 17 издательств страны.
Начиная с XX сезона «Большая книга» присуждается в двух номинациях: «Художественная литература» и «Нон-фикшн». В обеих номинациях может быть только один победитель. Величина денежного приза для каждого из лауреатов установлена в размере 3 миллионов рублей. Согласно новым правилам, каждый автор может стать победителем премии лишь один раз в любой из двух номинаций. Авторы, награждённые премией в предыдущих сезонах (до XIX включительно), начиная с 2025 года могут получить «Большую книгу» только единожды в одной номинации. Лауреаты XX и последующих сезонов в дальнейшем не могут быть выдвинуты на соискание премии в аналогичной номинации.
Во время пресс-конференции председатель Экспертного совета Д. Данилов выразил уверенность, что нововведения способствовали улучшению «Большой книги»: «У меня как у председателя Совета экспертов есть чёткое ощущение, что премиальный процесс стал более справедливым. Отдельное рассмотрение художественных и документальных текстов сделало нашу работу более понятной и логичной. <...> Как всегда, Длинный список получился разнообразным — в нём представлены и признанные мастера, и новые имена, разные жанры и типы письма».
У писателя и литературного критика (а также бывшего лауреата «Большой книги») Павла Басинского сложилось двойственное впечатление об изменениях в уставе премии — так, он положительно оценил нововведение, согласно которому лауреатом «Большой книги» нельзя будет стать дважды. Одновременно П. Басинский посетовал, что, по его мнению, теперь премия станет скучнее, а «соревнование между жанрами в „Большой книге“» выльется в «соревнование между романами и биографиями».
3 июня 2025 года на торжественном обеде Литературной академии в ГУМе были представлены результаты работы совета экспертов XX сезона. В Список финалистов премии было отобрано 15 произведений (восемь из них — в номинации «Художественная литература», оставшиеся семь — в номинации «Нон-фикшен»).

## Длинный список

### Нон-фикшн
| №  | Автор                          | Произведение                                                      | Издательство                   | Год  |
| -- | ------------------------------ | ----------------------------------------------------------------- | ------------------------------ | ---- |
| 1  | Зоя Богуславская               | «Халатная жизнь»                                                  | «КоЛибри»                      | 2025 |
| 2  | Людмила Вебер                  | «Девочка и тюрьма. Как я нарисовала себе свободу...»              | АСТ                            | 2024 |
| 3  | Алексей Волынец                | «Оленья кавалерия. Очерки о русских первопроходцах»               | АСТ                            | 2025 |
| 4  | Михаил Гундарин, Евгений Попов | «САША (Александр Кабаков и его время)»                            | Готовится к выходу             |      |
| 5  | Олег Демидов                   | «Нормальный как яблоко. Биография Леонида Губанова»               | Редакция «КПД» (АСТ)           | 2025 |
| 6  | Игорь Дуардович                | «Его страшный двойник»                                            | Рукопись                       |      |
| 7  | Евфросиния Капустина           | «Люди, которых нет на карте»                                      | «Редакция Елены Шубиной» (АСТ) | 2024 |
| 8  | Вячеслав Курицын               | «Главная русская книга. О „Войне и мире“ Л. Н. Толстого»          | «Время»                        | 2024 |
| 9  | Елена Левкиевская              | «Белорусские мифы. От Мары и домашнего ужа до волколака и Злыдни» | «МИФ»                          | 2025 |
| 10 | Александр Ливергант            | «Даниель Дефо: факт или вымысел»                                  | «Редакция Елены Шубиной» (АСТ) | 2024 |
| 11 | Елена Погорелая                | «Владислав Дворжецкий. Чужой человек»                             | «Молодая гвардия»              | 2024 |
| 12 | Андрей Рубанов                 | «Ледяная тетрадь»                                                 | АСТ                            | 2024 |
| 13 | Олег Трушин                    | «Паустовский. Растворивший время»                                 | «Молодая гвардия»              | 2024 |
| 14 | Елена Холмогорова              | «Недрогнувшей рукой»                                              | «Редакция Елены Шубиной» (АСТ) | 2024 |

### Художественная литература
| №  | Автор                  | Произведение                      | Издательство                   | Год  |
| -- | ---------------------- | --------------------------------- | ------------------------------ | ---- |
| 1  | Надя Алексеева         | «Белград»                         | «Редакция Елены Шубиной» (АСТ) | 2024 |
| 2  | Татьяна Алфёрова       | «Татьяна, Васса, Акулина»         | «Лимбус Пресс»                 | 2024 |
| 3  | Анна (Авиталь) Баснер  | «Парадокс Тесея»                  | «Альпина. Проза»               | 2024 |
| 4  | Игорь Белодед          | «Утро было глазом»                | «Альпина. Проза»               | 2024 |
| 5  | Вера Богданова         | «Семь способов засолки душ»       | «Редакция Елены Шубиной» (АСТ) | 2025 |
| 6  | Елена Бодрова          | «Имитация»                        | Журнал «Дружба народов»        | 2024 |
| 7  | Илья Бояшов            | «Трезвый гусар»                   | «Лимбус Пресс»                 | 2024 |
| 8  | Ксения Буржская        | «Литораль»                        | «Альпина. Проза»               | 2024 |
| 9  | Эдуард Веркин          | «Сорока на виселице»              | «Inspiria»                     | 2025 |
| 10 | Андрей Волос           | «Персей»                          | Журнал «Дружба народов»        | 2024 |
| 11 | Андрей Дмитриев        | «Ветер Трои»                      | «Редакция Елены Шубиной» (АСТ) | 2024 |
| 12 | Екатерина Златорунская | «Осенняя охота»                   | «Азбука»                       | 2024 |
| 13 | Галина Калинкина       | «Голое поле»                      | «Литературная матрица»         | 2024 |
| 14 | Алексей Колесников     | «Укрытие»                         | «Городец»                      | 2025 |
| 15 | Алексей Колмогоров     | «Сахар»                           | «Редакция Елены Шубиной» (АСТ) | 2024 |
| 16 | Илья Кочергин          | «Запасный выход»                  | «Редакция Елены Шубиной» (АСТ) | 2024 |
| 17 | Евгений Кремчуков      | «Фаюм»                            | «Альпина. Проза»               | 2024 |
| 18 | Майя Кучерская         | «Случай в маскараде»              | «Редакция Елены Шубиной» (АСТ) | 2024 |
| 19 | Зинаида Лонгортова     | «Узоры оленьих троп»              | «Ямал-Медиа»                   | 2024 |
| 20 | Сергей Пупышев         | «Пустошь великая»                 | «Северное сияние»              | 2024 |
| 21 | Алексей Рачунь         | «Гляден»                          | Рукопись                       |      |
| 22 | Герман Садулаев        | «Никто не выVOZит эту жизнь»      | Редакция «КПД» (АСТ)           | 2024 |
| 23 | Максим Семеляк         | «Средняя продолжительность жизни» | «Альпина. Проза»               | 2024 |
| 24 | Фигль-Мигль            | «Колдуны»                         | «Литературная матрица»         | 2025 |
| 25 | Анна Чухлебова         | «Вдовушка»                        | «Редакция Елены Шубиной» (АСТ) | 2025 |
| 26 | Анна Шипилова          | «Скоро Москва»                    | «Альпина. Проза»               | 2024 |

## Финалисты

### Нон-фикшн
| № | Автор                | Произведение                                                      | Издательство                   | Год  |
| - | -------------------- | ----------------------------------------------------------------- | ------------------------------ | ---- |
| 1 | Зоя Богуславская     | «Халатная жизнь»                                                  | «КоЛибри»                      | 2025 |
| 2 | Людмила Вебер        | «Девочка и тюрьма. Как я нарисовала себе свободу...»              | АСТ                            | 2024 |
| 3 | Евфросиния Капустина | «Люди, которых нет на карте»                                      | «Редакция Елены Шубиной» (АСТ) | 2024 |
| 4 | Вячеслав Курицын     | «Главная русская книга. О „Войне и мире“ Л. Н. Толстого»          | «Время»                        | 2024 |
| 5 | Елена Левкиевская    | «Белорусские мифы. От Мары и домашнего ужа до волколака и Злыдни» | «МИФ»                          | 2025 |
| 6 | Андрей Рубанов       | «Ледяная тетрадь»                                                 | АСТ                            | 2024 |
| 7 | Елена Холмогорова    | «Недрогнувшей рукой»                                              | «Редакция Елены Шубиной» (АСТ) | 2024 |

### Художественная литература
| № | Автор                 | Произведение                      | Издательство                   | Год  |
| - | --------------------- | --------------------------------- | ------------------------------ | ---- |
| 1 | Анна (Авиталь) Баснер | «Парадокс Тесея»                  | «Альпина. Проза»               | 2024 |
| 2 | Вера Богданова        | «Семь способов засолки душ»       | «Редакция Елены Шубиной» (АСТ) | 2025 |
| 3 | Эдуард Веркин         | «Сорока на виселице»              | «Inspiria»                     | 2025 |
| 4 | Андрей Дмитриев       | «Ветер Трои»                      | «Редакция Елены Шубиной» (АСТ) | 2024 |
| 5 | Илья Кочергин         | «Запасный выход»                  | «Редакция Елены Шубиной» (АСТ) | 2024 |
| 6 | Майя Кучерская        | «Случай в маскараде»              | «Редакция Елены Шубиной» (АСТ) | 2024 |
| 7 | Максим Семеляк        | «Средняя продолжительность жизни» | «Альпина. Проза»               | 2024 |
| 8 | Анна Шипилова         | «Скоро Москва»                    | «Альпина. Проза»               | 2024 |